# Cris Miró
Cris Miró (Buenos Aires, 16 de septiembre de 1965-1 de junio de 1999) fue una artista y personalidad mediática argentina que tuvo una breve pero influyente carrera como vedette de primer nivel en la escena del teatro de revista de Buenos Aires en la década de 1990. Comenzó su carrera actoral a principios de los años 1990 en obras de teatro alternativo y más tarde saltó a la fama como vedette en el Teatro Maipo en 1995. Fue una celebridad transexual en Argentina y contribuyó a allanar el camino para visibilizar a la comunidad travesti y transgénero en la sociedad local.

## Biografía

### Niñez y juventud
Cris Miró nació el 16 de septiembre de 1965 en el barrio de Belgrano, ubicado en la Ciudad de Buenos Aires (Argentina). Fue hija del matrimonio conformado por Esteban Virgues e Hilda de Virgues, y hermana menor de Esteban.  Miró fue afeminado desde muy pequeño. Su hermano Esteban Virguez describió la infancia de Miró cuando era un niño: “Cris que desde que nació era diferente, desde muy chiquitito era afeminado, no le gustaba el fútbol, jugaba con muñecas y mi papá era el típico macho de esas épocas y Cris era como una nena, cuando íbamos caminando por la calle siempre la confundían con una nena. En esas épocas a nosotros nos avergonzaba, de alguna manera mi papá y yo tratábamos de ocultarlo. Mi mamá no, Cris se identificaba con mi mamá, veía los zapatos, los vestidos. A nosotros nos molestaba.”
Cursó el colegio primario en una escuela mixta que estaba enfrente de su casa, en el barrio de Belgrano, pero cuando entró al colegio secundario, ingresó a un colegio al que sólo concurrían varones. Luego de terminar la secundaria, Miró comenzó a estudiar odontología en la Universidad de Buenos Aires, y en paralelo, tomó clases de baile en la academia de Julio Bocca y actuación con Alejandra Boero. En 1991 formó parte del elenco de la película Dios los cría (un ámbito familiar), de Fernando Ayala. Luego, interpretó a la Mujer Rata en La Peste, del cineasta Luis Puenzo.En 1995, cuando estaba por irse a Bolivia tentada por propuestas de trabajo, fue convocada por el productor Lino Patalano para sumarse al espectáculo Viva La Revista en el Teatro Maipo.
Desde principios de 1995 su popularidad no dejó de crecer. 

«A pesar de que nací con un determinado sexo que hace que tenga documentos con nombre y género de hombre, lo más importante es lo que yo siento. Yo soy una sola persona, y eso es lo que a mí me importa. Eso de los opuestos lo ven los demás, yo lo vivo de una sola manera.»

Tomó clases de baile en la escuela de Julio Bocca, Maximiliano Guerra, y de teatro con Alejandra Boero, luego vinieron sus temporadas con espectáculos como Más locas que una vaca, o Más pinas que las gallutas, en ambas con dirección de Hugo Sofovich, junto a Emilio Disi, Tristán, Fabián Gianola y Mónica Guido, entre otros.

### Carrera actoral
A finales de la década de 1980, Miró conoció a la directora de teatro Jorgelina Belardo en Bunker, un popular club gay en Buenos Aires, quien le pidió que se uniera a un grupo de producción teatral que Belardo había formado con Juanito Belmonte. Belardo se convirtió en la amiga cercana y directora artística de Miró, mientras que Belmonte trabajaba como su agente de prensa. Trabajando con ellos, Miró hizo su debut en el teatro alternativo con las obras Fragmentos del infierno—basada en un texto de Antonin Artaud —y Orgasmo apocalíptico, que se centraba en temas de sexualidad de manera más explícita. Antes de su carrera como vedette, Miró apareció en las películas de Fernando Ayala Dios los cría (1991) y La peste (1992) de Luis Puenzo, basada en la novela del mismo nombre de Albert Camus.
En 1994, Miró acudió a una audición en el Teatro Maipo, uno de los lugares más importantes de la escena del teatro de revista de Buenos Aires, que era un género muy popular en ese momento. Solo se presentó como mujer una vez en el escenario, realizando un strip-tease con una canción de Madonna. El productor Lino Patalano inmediatamente la eligió como vedette para su espectáculo Viva la revista en el Maipo, que se estrenó en 1995 y rápidamente la convirtió en una celebridad. Miró apareció en el famoso programa de televisión de Mirtha Legrand, en el cual los invitados almuerzan con ella y son entrevistados. Esa transmisión es ahora infame por las preguntas incómodas que Legrand hizo a Miró, como su nombre muerto o si "le molesta que la gente sepa que en realidad eres un hombre". En ese momento, preguntas como estas eran comunes para los invitados transgénero en la televisión, pero son evaluadas negativamente en retrospectiva.

## Enfermedad y muerte
El 20 de mayo de 1999, Miró fue hospitalizada en la clínica Santa Isabel en el barrio de Flores de Buenos Aires, donde falleció el 1 de junio. Tras su muerte, el asistente personal de Miró, Jorge García, y su amiga Sandra Sily informaron que murió debido a una afección pulmonar. Más tarde ese día, el manager de Miró, Juanito Belmonte—aunque tal vez Jorge Belardo— confirmó que la causa de su muerte fue cáncer linfático.

## Impacto y legado
Después de ganar popularidad como vedette, Miró se convirtió en una sensación mediática nacional por los aspectos percibidos de transgresión de género de su imagen, y es considerada un símbolo de la era postmoderna en Argentina. Como la primera travesti argentina en convertirse en una celebridad nacional, ha sido considerada la "primera ícono trans del país". La presencia de Miró significó un cambio en el mundo del espectáculo argentino de la época y popularizó los actos de travestis y cross-dressing en la escena teatral de revista de Buenos Aires. Como tal, se la considera un símbolo del entorno social de la Argentina de los años 1990 y un ícono de la década. Abrió el camino para que otras travestis y mujeres trans argentinas ganaran popularidad como vedettes, sobre todo Flor de la V, quien la describió en 2021 como la "primera trans [persona] que el público reconoció como artista" y una "estrella fugaz que duró poco tiempo en la tierra [pero] seguirá iluminando el camino para siempre". En una entrevista con Revista NX en 1997, Miró reflexionó sobre su impacto:
Estoy muy agradecida por lo que me está pasando, y esto ha ayudado a abrir puertas para otras personas. (...) Pero no olvido a muchas personas que estuvieron allí y lo intentaron, que trabajaron mucho y siguen haciéndolo. Esto en cuanto al circuito comercial. Pero también fue importante por todos los prejuicios que existían en torno a los travestis, que se relacionaban con [la prostitución callejera], o con los transformistas (...). Creo que en unos años estas creencias cambiaron mucho. No me atribuyo todo esto, pero sí sé que puse mi granito de arena porque se me abrieron puertas, y siempre dije que esas puertas abiertas también se abrirían para otras personas y eso era lo más importante. [Los arrestos y torturas de travestis] me producen sentimientos de horror. Me apena estas cosas que pasan en el país, aunque esta realidad ocurre en otros lugares. (...) ... También he vivido esos abusos. Ir por la calle y tener problemas con la policía, con otras personas; estar en la puerta de un departamento esperando que venga un taxi y tener miedo de que venga un patrullero y me lleve. Hace algunos años pensaba que nunca iba a vivir esta Argentina de lograr derechos o respeto. Por ejemplo, que a una transexual se le den sus documentos de acuerdo con su identidad sexual. Pero todo tiene un costo. Ha habido muchos travestis que ya no están con nosotros, que están encarcelados, que son detenidos diariamente, todo para que hoy otras personas puedan caminar más libremente por la calle.
El ascenso a la fama de Miró a mediados de la década de 1990 fue un momento decisivo en la visibilidad de las identidades transgénero en la sociedad argentina, ya que aumentó la visibilidad de la comunidad transgénero en la escena mediática nacional y abrió un debate sobre sus condiciones de vida marginadas. Pero, aunque el ascenso a la fama de Miró ocurrió en paralelo a la organización política de los travestis y la visibilidad de su activismo, ella nunca participó en el movimiento; fue criticada inicialmente por muchos de sus miembros, quienes resentían el trato desigual que ella recibía en comparación con las prostitutas travestis desatendidas. También criticaron a Miró por encarnar el mandato "patriarcal" de que las mujeres trans deben parecerse a una visión idealizada de "la mujer perfecta". En este sentido, evidenció el deseo de miles de hombres por los nuevos cuerpos travestis, con la antropóloga Josefina Fernández afirmando que: "el intercambio que Cris Miró hace al vivir de su trabajo como vedette, como un cuerpo insertado en un mercado, no difiere del intercambio que una [prostituta travesti callejera] se ve obligada a hacer para sobrevivir". Reflexionando sobre su muerte, la académica feminista Mabel Bellucci argumentó en 1999 que la aceptación de Miró fue un intento del "sistema" para tratar de mostrar que no había tanta discriminación, presentándola como "la excepción a la regla" y encapsulándola en un rol que le impedía crear lazos con sus pares travestis. Escribió: "Si esto hubiera significado una mayor democratización del movimiento travesti, ella podría haber logrado un mayor reconocimiento de derechos". El biógrafo Carlos Sanzol reflexionó en 2016:
Cris fue de alguna manera tanto una "beneficiaria" como una víctima del machismo. Una beneficiaria porque representaba el modelo de "feminidad" que busca el imaginario de la misoginia: la femme fatale, la mujer objetivada. Y una víctima porque el discurso macho excluye todo lo que se aleja del canon de la virilidad. Diecisiete años después de su muerte, estos valores aún persisten en la sociedad argentina con su peor faceta: los femicidios.
Una fotografía de Miró se exhibe desde 2019 en el Museo Casa Rosada, como parte de la exposición Íconos Argentinos (en inglés: "Argentine Icons").
Su muerte está presente en la trama de la novela galardonada de Camila Sosa Villada de 2019 Las malas, siendo lamentada por sus personajes trans principales, quienes la consideran "la Evita de los travestis".
En junio de 2021, un productor argentino anunció que una serie de televisión biográfica sobre Miró estaba en producción, con un posible estreno a través de Netflix el año siguiente.
Su figura fue inicialmente cuestionada por algunos miembros del naciente movimiento de activismo transgénero, quienes resentían el trato desigual que ella recibía en comparación con la mayoría de las personas trans.

### Últimos años
En 1997 tuvo que dejar funciones en la costa atlántica argentina para realizarse chequeos médicos. Se dedicó a presentarse en la disco La Diosa, donde trabajó hasta mayo de 1998, y su última actividad fue la grabación de un piloto para la TV por cable, titulado La Polvera. Pocos meses más tarde, a comienzos de 1999, mientras realizaba un unipersonal junto a dos estríperes por la costa atlántica, la vedette sufrió una inflamación lumbar provocada por un mal movimiento. A partir de ese momento debió infiltrarse para poder seguir actuando, pero en medio de la gira no soportó más el dolor y decidió internarse en una clínica en Mar de Ajó. Por tal motivo canceló todas sus presentaciones, y luego regresó a Buenos Aires para someterse a estudios clínicos. Su salud no estaba bien y comenzaba a preocuparse.

### Fallecimiento
El 22 de febrero de 1999 ingresó al Sanatorio Del Norte para que los especialistas le hicieran un diagnóstico de la lesión óseo muscular: le realizaron una tomografía computada y una resonancia magnética. Cris Miró pensaba que sería sólo un trámite, pero los médicos ordenaron una internación urgente. Luego de varios días internada, fue dada de alta, pero debió seguir un estricto tratamiento ambulatorio que incluía reposo, control médico continuo y la aplicación de antiinflamatorios.
El jueves 20 de mayo, fue ingresada a la clínica Santa Isabel, del barrio de Flores, Buenos Aires. Era su tercera internación en menos de seis meses y casi no podía hablar. Tenía fiebre, alergia y fuertes dolores en el pecho. A pesar de haber entrado por sus propios medios, estaba débil, había perdido varios kilos y se notaba más demacrada que nunca: le habían bajado demasiado las plaquetas y un cáncer linfático comenzaba a hacer estragos. Postrada en la cama de una habitación privada, pasó los últimos días de su vida en compañía de su madre.
El martes 1 de junio de 1999 alrededor de las 10:00, su cuerpo entró en estado de coma irreversible, falleciendo a las 14:10. Se trató de una afección pulmonar. Más tarde su representante dijo que fue un cáncer linfático. Muchos años después, su hermano Esteban confirmaría que dicha enfermedad fue causada por la baja de defensas producto del VIH positivo que había contraído.

## Vida personal

### Identidad de género
Miró se identificaba como travesti, un término vagamente definido utilizado en los países de América del Sur para designar a personas que han sido asignadas como varón al nacer, pero que desarrollan una identidad de género de acuerdo con diferentes expresiones de feminidad. El uso del término en la región precede al de "transgénero" y su definición es controvertida, ya que puede considerarse un "tercer sexo", un género no binario o un equivalente regional a los conceptos de transexual y mujer trans. Hasta mediados de la década de 1990, la expresión de género de Miró alternaba entre la de un joven andrógino durante el día y la de una mujer al salir de noche o en el escenario. Alrededor de 1997, se sometió a una cirugía de aumento de senos, lo que indicó un fortalecimiento de su identidad transgénero, ya que se decía que había tomado "la forma definitiva de una mujer". Miró también consideraba el procedimiento estético como un requisito laboral, ya que se esperaba que las vedettes mostraran sensualmente sus partes del cuerpo.

Miró a veces es referida retrospectivamente como una transexual o mujer trans. Según el biógrafo Carlos Sanzol, Miró se identificaba como mujer, señalando que regularmente declaraba a la prensa que ella "se sentía como [una]". La vedette le dijo a Mirtha Legrand en 1995: "Genéticamente nací como hombre, pero elijo y vivo como mujer y eso es lo más importante". En un informe televisivo de 1996 para Chiche Gelblung, Miró explicó su identidad de género: "Tengo totalmente claro que biológicamente nací hombre. No quiero ser mujer, estoy totalmente bien con mi estatus de travesti. Pero no creo que soy una mujer atrapada en el cuerpo de un hombre. No, soy quien soy y de esta manera soy feliz". Otra declaración citada con frecuencia de Miró fue:
A pesar de que nací con un cierto sexo, lo que significa que tengo documentos con un nombre y género masculino, lo más importante es lo que siento. Soy solo una persona, y eso es lo que me importa. Eso de los opuestos lo ven los demás. Yo lo vivo de una sola manera.

### Relaciones
Un rumor persistente afirma que Miró estuvo románticamente involucrada con su amigo cercano Diego Armando Maradona, aunque esto nunca fue confirmado. La vedette travesti pionera Vanessa Show declaró en 2019: "Yo solía depilar a Cris Miró. Su teléfono no paraba. A veces le pedía que lo apagara un poco porque no podía trabajar. En un momento lo encendió y él la estaba llamando. Esto fue en los '90. '¿Cómo está Vanessa?', dijo y escuché. '¿Cómo está quedando?', me preguntó y respondí 'muy bien.' Era vox populi que ella estaba con Maradona. Hay gays y no gays a los que les gustan los travestis en todos los ámbitos de la vida. En todas partes."

## Legado
Con el paso de los años la figura de Miró fue revaluada y se volvió muy apreciada para diversos críticos culturales. Esto, sumado a la creciente popularidad e influencia de nuevas artistas trans que siguieron el camino del estrellato marcado por Miró (como en el caso de Flor de la V) llevó a que la misma se convierta en un símbolo de la década de 1990 en Argentina, además de sex symbol y uno de los íconos más recordados de esa época. Actualmente su retrato forma parte de la exposición de retratos fotográficos "Iconos Argentinos", sobre figuras históricas y culturales de la Argentina, los cuales fueron realizadas por Gianni Mestichelli y son presentadas en el Museo Casa Rosada.

## Cultura popular
En 2024 se estrenó en los canales TNT y Flow la serie televisiva Cris Miró (Ella), dirigida por Martín Vatenberg y Javier van de Couter, y coescrita por Lucas Bianchini. El papel de Cris Miró es interpretado por la actriz española Mina Serrano. 
La serie está basada en la novela Hembra, Cris Miró: vivir y morir en un país de machos de Carlos Sanzol.

## Filmografía

### Cine
| Año  | Título        | Personaje       | Director       |
| ---- | ------------- | --------------- | -------------- |
| 1991 | Dios los cría |                 | Fernando Ayala |
| 1993 | La peste      | «La mujer rata» | Luis Puenzo    |

## Teatro
- 1995: Viva la revista en El Maipo - Teatro Maipo junto a Emanuel, María José Gabin, Cecilia Narova, Cutuli, Edda Díaz, Gustavo Bertuol y elenco.
- 1996: Más loca que una vaca - Junto a Silvia Suller, Susana Romero y Alejandra Mora.
- 1996: Potras - Teatro Tabaris junto a Darío Vittori, Gisella Barreto, Camila Perissé, Alejandra Roth, Mimi Pons y Claudia Salminis.
- 1997: Más pinas que las gallutas - Teatro Tabarís junto a Emilio Disi, Tristán, Mónica Guido, Florencia de la V, Fabián Gianola y elenco.

## Televisión
- 1993: Con pecado concebidas (Canal 9)
- 1996: El palacio de la risa (Canal 13)
- 1997: Hola, Susana - sketch (Telefé)
- 1997-1998: Video Match (Telefé)
- 1998: Rompeportones - participación especial (Canal 13)
- 1998: La Polvera